# Алашеева, Маргарита Порфирьевна
Маргарита Порфирьевна Алашеева (6 июля 1940) — советская и российская театральная актриса Нижегородского театра драмы имени М. Горького.
Заслуженная артистка РСФСР (1989). Народная артистка России (1999).

## Биография
Родилась 6 июля 1940 года в городе Горький, Горьковской области, в РСФСР. Мама — старшая медсестра, отец — старший инженер-конструктор на заводе «Красное Сормово». Училась в школе № 88 (сейчас не существует), которая находилась в квартале Энгельса рабочего посёлка Дарьино.
С 1957 по 1960 годы проходила обучение актёрскому мастерству в студии при Горьковском драматическом театре.
В 1960 году, завершив учёбу, была зачислена в актёрскую труппу Горьковского (ныне — Нижегородского) театра драмы им. М. Горького. До настоящего времени работает в этом театре.
Первая главная роль выпускницы студии при Горьковском театре драмы — в спектакле «Верю в тебя».

## Награды
- Народная артистка России (22.11.1999)[5].
- Заслуженный артист РСФСР (24.04.1989).
- Лауреат Областного театрального фестиваля, посвященного 175-летию со дня рождения А. Н. Островского (за исполнение роли Гурмыжской в спектакле «Лес», 1998)
- Лауреат премии города Нижнего Новгорода (2004).
- Лауреат премии имени Н. И. Собольщикова-Самарина (2010)[5].
- Лауреат Открытого театрального фестиваля-конкурса им. Е. А. Евстигнеева в номинации «Любимая актриса» (2010).
- Почетный диплом Губернатора Нижегородской области (2011).
- Лауреат премии «Золотая маска» в номинации «За выдающийся вклад в развитие театрального искусства» (2022)[6]

## Работы в театре
Нижегородский театр драмы имени М.  Горького
- Клава Камаева — «В день свадьбы» В. Розов;
- Геля — «Варшавская мелодия» Л. Зорин;
- Наташа — «104 страницы про любовь» Э. Радзинский;
- Юлия — «Сестры Нечаевы» Т. Глебова;
- Настя — «На дне» М. Горький;
- Дуня — «Фальшивая монета» М. Горький;
- Любовь — «Последние» М. Горький;
- Татьяна Власьевна — «Трое» М. Горький;
- Глафира — «Егор Булычов и другие» М. Горький;
- Маша — «Три сестры» А. П. Чехов;
- Лиза — «Горе от ума» А. С. Грибоедов;
- Ксения Годунова — «Царевна-лебедь» И. Сельвинский;
- Ленка Волкова — «Верхом на дельфине» Л. Жуховицкий;
- Эльза Вольф — «Щит и меч» В. Кожевников;
- Тамара — «Ситуация» В. Розов;
- Искра — «Гнездо глухаря» В. Розов;
- Светлана Никольская — «Притворщики» Э. Брагинский;
- Галя — «Однажды в новогоднюю ночь…» Э. Брагинский, Э. Рязанов;
- Изабелла — «Мера за меру» В. Шекспир;
- Роксана — «Сирано де Бержерак» Э. Ростан;
- Бланш — «Трамвай „Желание“» Т. Уильямс;
- Маргарет — «Кошка на раскаленной крыше» Т. Уильямс;
- Клер Маршалл — «Миссис Пайпер ведет следствие» Дж. Поплуэлл;
- Людмила — «Ретро» А. Галин;
- Молли Кадден — «Золотое руно» Д. Пристли;
- Валентина — "Вы чье, старичье?.. " Б. Васильев;
- Английский рожок — «День Победы среди войны» И. Гаручава, П. Хотяновский;
- Эра, культорг — «Концерт Высоцкого в НИИ» М. Розовский;
- Жабина — «Женский стол в „Охотничьем зале“» В. Мережко;
- Кира Воронцова — «Модели сезона» Г. Рябкин;
- Фернивел — «Черная комедия» П. Шеффер;
- Лаура — «Загадка дома Вернье» А. Кристи;
- Испанка Пепита — «Блэз» К. Манье;
- Жанет — «Последний пылкий влюбленный» Н. Саймон;
- Екатерина II — «Любовь — книга золотая» А. Толстой;
- Аннелиза — «Камера обскура» В. Набоков;
- Марфа Кабанова — «Гроза» А. Н. Островский;
- Раиса Гурмыжская — «Лес» А. Н. Островский;
- Синьора Капулетти — «Ромео и Джульетта» В. Шекспир;
- Екатерина Великая — «За зеркалом» Е. Гремина;
- Жоржета — «Школа жён» Ж. Б. Мольер;
- Норина — «Два часа в Париже» Э. Лабиш;
- Ахса — «Девятый праведник» Е. Юрандот;
- Мать — «Не такой, как все» А. Слаповский;
- Миссис Тэбрет — «Священное пламя» С. Моэм;
- Анна Григорьевна — «Похождения г-на Ч.» по Н. В. Гоголю;
- Арина Васильевна Базарова — «Отцы и дети. Роман» И. С. Тургенев;
- Войницкая Мария Васильевна — «Дядя Ваня» А. П. Чехов;
- Екатерина Кондратьевна Первухина — «Вышел ангел из тумана» Пётр Гладилин;
- Арина Пантелеймоновна, тетка — «Женитьба» Н. В. Гоголь;
- Мать Бланш — «Игрок» Ф. М. Достоевский;
- Тетя София — «Когда ты рядом» Нина Прибутковская;
- Глафира Климовна Глумова — «На всякого мудреца довольно простоты» А. Н. Островский;
- Г-жа Пернель — «Тартюф, или Обманщик» Жан-Батист Мольер;
- Е. П. Костромитина — «Одноклассники» Юрий Поляков;
- Банин — «Последний поединок Ивана Бунина» Рустам Ибрагимбеков;
- Генеральша — «Опискин» Ф. М. Достоевский.